# Colom d'escates
El colom d'escates (Patagioenas speciosa) és una espècie d'ocell de la família dels colúmbids (Columbidae) que habita boscos oberts al vessant oriental d'Amèrica Central, des de Veracruz i Oaxaca cap al sud fins a Nicaragua, ambdues vessants de Costa Rica i Panamà, i a Colòmbia, Veneçuela i Guaiana, cap al sud, fins a l'oest i est de l'Equador, est del Perú, est de Bolívia, Brasil, el Paraguai i nord-est de l'Argentina.